# Catantops momboensis
Catantops momboensis är en insektsart som beskrevs av Sjöstedt 1931. Catantops momboensis ingår i släktet Catantops och familjen gräshoppor.

## Underarter
Arten delas in i följande underarter:
- C. m. momboensis
- C. m. centralis